# Paul Chevallier
Paul Chevallier (Amsterdam, 10 settembre 1722 – Groninga, 7 marzo 1796) è stato un teologo olandese.

Dissertatio juridica inauguralis, 1764 (Fondazione Mansutti, Milano).

L'autore è stato un importante docente di teologia all'Università di Groninga, di cui ne divenne il Rettore dal 1764 al 1784. Sotto il suo primo anno di rettorato, il giurista Scato Gockinga pubblicò una tesi di laurea sulle assicurazioni del mare, in particolare sulle possibilità che un contratto permette a chi presta denaro per usura.